# US PGA Championship 2013
Het Amerikaanse PGA Kampioenschap is een van de vier Majors van de golfsport. De 95ste editie wordt in 2013 gespeeld van 8-11 augustus op de East Course van de Oak Hill Country Club in Rochester (New York). De winnaar krijgt de Wanamaker Trophy.

## De baan
De golfclub werd in 1901 opgericht en had direct al een 18 holesbaan.
Het werd een golfbaan met veel historische momenten. Het US PGA kampioenschap werd er in 1942 voor het eerst gespeeld. Sam Snead maakte toen een ronde van 64 hetgeen nog steeds het baanrecord is. In 1956 kwam het US Open naar Oak Hill. Cary Middlecoff won het toernooi voor de tweede keer. In 1968 behaalde Lee Trevino zijn eerste overwinning op de PGA Tour: het US Open. En Jack Nicklaus won het PGA kampioenschap in 1980 met een record voorsprong van zeven slagen. 

## Verslag
De par van de baan is 70.
Er zijn 84 Amerikaanse deelnemers en 84 spelers uit andere landen. Alle flights hebben 1, 2 of 3  Amerikaanse spelers, behalve de flight van Martin Kaymer, Rory McIlroy en Vijay Singh. 

### Ronde 1
David Hearn was een uur lang clubhouse leader na een ronde van -4. Jim Furyk ging op zijn 13de hole naar -5 en op hole 16 naar -6. Aan het einde van de middag kwam Adam Scott ook op -6 binnen. Lee Westwood maakte -4 en staat als beste Europese speler naast Hearn op de 3de plaats.
Joost Luiten stond na vier holes op -2 maar eindigde met een score van 70 (par). 
Geen van de clubprofessionals kwalificeerde zich voor het weekend.

### Ronde 2
In ideale weersomstandigheden slaagde Jason Dufner erin om een score van -7 binnen te brengen en aan de leiding te gaan. 

Nicolas Colsaerts en Joost Luiten eindigden op +4, net een slag te veel om ook in het weekend mee te mogen doen. Colsaerts stond nog level par na hole 10, maar verloor daarna nog drie slagen. Luiten begon weer mooi, na 8 holes stond hij op -2 maar daarna verloor hij vijf slagen, waarvan drie op de laatste twee holes.

### Ronde 3
Een vrij sterke wind zorgde voor hogere scores. Slechts negen spelers scoorden onder par. De beste ronde was -5 van Dustin Johnson. Met -2 kwam Jim Furyk terug aan de leiding. ER waren maar twee spelers die de eerste drie rondes onder par speelden: Henrik Stenson en Jim Furyk, die aan de leiding staat.

### Ronde 4
Phil Mickelson speelde de afgelopen weken goed, maar eindigde op de 72ste plaats. Tiger Woods speelde geen enkele ronde onder par. Jim Furyk leek een goede kans te hebben maar eindigde met twee bogeys, net als Jason Dufner, die zo toch zijn eerste Major won. 
- Scores

| Naam              | Score R1 | Score R1 | Nr  | Score R2 | Score R2 | Totaal | Nr  | Score R3 | Score R3 | Totaal | Nr  | Score R4 | Score R4 | Totaal | Nr  |
| ----------------- | -------- | -------- | --- | -------- | -------- | ------ | --- | -------- | -------- | ------ | --- | -------- | -------- | ------ | --- |
| Jason Dufner      | 68       | -2       | T12 | 63       | -7       | -9     | 1   | 71       | +1       | -8     | 2   | 68       | -2       | -10    | 1   |
| Jim Furyk         | 65       | -5       | T1  | 68       | -2       | -7     | T2  | 68       | -2       | -9     | 1   | 71       | +1       | -8     | 2   |
| Henrik Stenson    | 68       | -2       | T12 | 66       | -4       | -6     | T4  | 69       | -1       | -7     | 3   | 70       | par      | -7     | 3   |
| Jonas Blixt       | 68       | -2       | T12 | 70       | par      | -2     | T19 | 66       | -4       | -6     | 4   | 70       | par      | -6     | 4   |
| Adam Scott        | 65       | -5       | T1  | 68       | -2       | -7     | T2  | 72       | +2       | -5     | T5  | 70       | par      | -5     | T5  |
| Steve Stricker    | 68       | -2       | T12 | 67       | -3       | -5     | T8  | 70       | par      | -5     | T5  | 73       | +3       | -2     | T12 |
| Lee Westwood      | 66       | -4       | T3  | 73       | +3       | -1     | T24 | 68       | -2       | -3     | T7  | 76       | +6       | +3     | T33 |
| David Hearn       | 66       | -4       | T3  | 78       | +6       | +2     | T46 | 71       | +1       | +3     | T38 | 72       | +2       | +5     | T47 |
| Nicolas Colsaerts | 71       | +1       | T50 | 73       | +3       | +4     | MC  |          |          |        |     |          |          |        |     |
| Joost Luiten      | 71       | +1       | T50 | 73       | +3       | +4     | MC  |          |          |        |     |          |          |        |     |

| Leider |  | Toernooirecord |  | MC = missed cut = cut gemist |  | DQ = disqualified |

## Spelers
| - Kiradech Aphibarnrat - Woody Austin - Sang-moon Bae × - Rich Beem (2002) - Charlie Beljan × - Thomas Bjørn - Jonas Blixt × - Keegan Bradley (2011) - Scott Brown × - Ángel Cabrera - Rafa Cabrera Bello - Paul Casey - Roberto Castro - Kvin Chappell - K.J. Choi - Stewart Cink - Tim Clark - Darren Clarke - George Coetzee - Nicolas Colsaerts - Ben Curtis - Jason Day - Brendon de Jonge - Graham DeLaet - Luke Donald - Jamie Donaldson - Jason Dufner - Ken Duke × - Ernie Els - Harris English × - Derek Ernst × - Matt Every - Gonzalo Fz Castaño - Rickie Fowler - Marcus Fraser - Hiroyuki Fujita - Jim Furyk - Tommy Gainey × - Stephen Gallacher - Sergio García - Robert Carrigus - Brian Gay × - Lucas Glover - Brandon Grace - Luke Guthrie - Bill Haas × | - Peter Hanson - Padraig Harrington (2008) - David Hears - Russell Henley × - J.J. Henry - Charley Hoffman - Billy Horschel × - Charles Howell III - John Huh - Kōki Idoki - Mikko Ilonen - Ryo Ishikawa - Dustin Johnson - Freddie Jacobson - Thongchai Jaidee - Scott Jamieson - Miguel Ángel Jiménez - Dustin Johnson - Zach Johnson - Matt Jones - Martin Kaymer - Chris Kirk - Brooks Koepka - Jason Kokrak - Matt Kuchar - Martin Laird × - Pablo Larrazábal - Paul Lawrie - Marc Leishman - David Lingmerth - Davis Love III (1997) - Shane Lowry - Joost Luiten - David Lynn - Hunter Mahan - Matteo Manassero - Hideki Matsuyama - Graeme McDowell - Paul McGinley - Rory McIlroy (2012) - John Merrick × - Shaun Micheel (2003) - Phil Mickelson - Francesco Molinari - Ryan Moore × - Alex Norén | - Geoff Ogilvy - Thorbjørn Olesen - Ryan Palmer - Carl Pettersson - Scott Piercy - D.A. Points × - Ian Poulter - Richie Ramsay - Justin Rose - Brett Rumford - Charl Schwartzel - Adam Scott - John Senden - Marcel Siem - Webb Simpson - Vijay Singh - Brandt Snedeker - Jordan Spieth - Kevin Stadler - Scott Stallings - Kyle Stanley - Henrik Stenson - Richard Sterne - Kevin Streelman × - Steve Stricker - Chris Stroud - Josh Teater - Michael Thompson × - David Toms (2001) - Peter Uihlein - Bo Van Pelt - Jaco Van Zyl - Jimmy Walker - Marc Warren - Nick Watney × - Bubba Watson - Tom Watson - Boo Weekley × - Lee Westwood - Bernd Wiesberger - Danny Willett - Chris Wood - Gary Woodland - Tiger Woods (1999, '00, '06, '07)× - Y.E. Yang (2009) | Top-20 US PGA Club-pro's - J.C. Anderson - Danny Balin - Mark Brown - Caine Fitzgerald - Bob Gaus - Kirk Hanefeld - Rob Labritz - Jeffrey Martin - David McNabb - David Muttitt - Rod Perry - Ryan Polzin - Lee Rhind - Mark Sheftic - Sonny Skinner - Mike Small - Stuart Smith - Jeff Sorenson - Bob Sowards - Chip Sullivan |

×   =  speler die in de afgelopen 12 maanden een toernooi won op de Amerikaanse Tour.
1916 ·
1917 · 
1918 · 
1919 ·
1920 ·
1921 ·
1922 ·
1923 ·
1924 ·
1925 ·
1926 ·
1927 ·
1928 ·
1929 ·
1930 ·
1931 ·
1932 ·
1933 ·
1934 ·
1935 ·
1936 ·
1937 ·
1938 ·
1939 ·
1940 ·
1941 ·
1942 ·
1943 ·
1944 ·
1945 ·
1946 ·
1947 ·
1948 ·
1949 ·
1950 ·
1951 ·
1952 ·
1953 ·
1954 ·
1955 ·
1956 ·
1957 ·
1958 ·
1959 ·
1960 ·
1961 ·
1962 ·
1963 ·
1964 ·
1965 ·
1966 ·
1967 ·
1968 ·
1969 ·
1970 ·
1971 ·
1972 ·
1973 ·
1974 ·
1975 ·
1976 ·
1977 ·
1978 ·
1979 ·
1980 ·
1981 ·
1982 ·
1983 ·
1984 ·
1985 ·
1986 ·
1987 ·
1988 ·
1989 ·
1990 ·
1991 ·
1992 ·
1993 ·
1994 ·
1995 ·
1996 ·
1997 ·
1998 ·
1999 ·
2000 ·
2001 ·
2002 ·
2003 ·
2004 ·
2005 ·
2006 ·
2007 ·
2008 ·
2009 ·
2010 ·
2011 ·
2012 ·
2013 ·
2014 ·
2015 ·
2016 ·
2017 ·
2018 ·
2019 ·
2020